# Drepanosticta taurus
Drepanosticta taurus – gatunek ważki z rodziny Platystictidae. Występuje endemicznie na Filipinach.